# Sandō

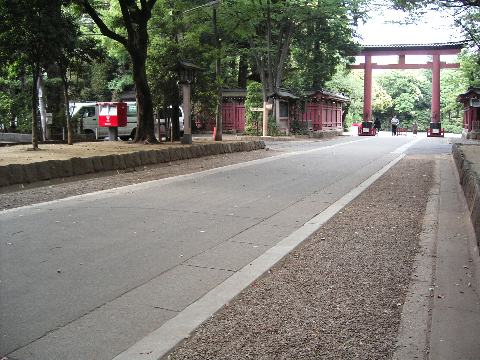
Il sandō per il santuario di Hikawa, Saitama

Un sandō (参道?) nell'architettura giapponese è una strada o un sentiero che conduce a un santuario shintoista o a un tempio buddista.

## Caratteristiche
Il sandō inizia solitamente in prossimità di un torii shintoista o di un sanmon buddista, portali che segnano l'inizio dell'area sacra di un santuario o di un tempio. Un sandō può essere definito frontale (表参道?, omote-sandō), quando conduce all'ingresso principale, o secondario (裏参道?, ura-sandō) se conduce a un'entrata secondaria o retrostante; in alcuni casi è possibile imbattersi anche in percorsi laterali (脇参道?, waki-sandō).
Tecnicamente un sandō non dovrebbe essere una strada diritta, poiché è ritenuto sconvenevole avvicinarsi alla divinità in modo troppo diretto, ma i sandō frontali costituiscono ormai la norma. In alcuni casi l'area di fronte a un santuario è disseminata di ciottoli, piccole pietre, ghiaia o sabbia fine disposta ordinatamente, in modo da ricreare un'atmosfera naturale piacevole per i visitatori e i fedeli. Lungo il cammino è possibile inoltre trovare delle lampade in pietra o altri tipi di decorazioni.
Quando si percorre il sandō bisognerebbe mantenersi ai lati, dal momento che la zona centrale è, secondo la concezione shintoista, riservata ai kami, ossia alle divinità.

## Galleria d'immagini

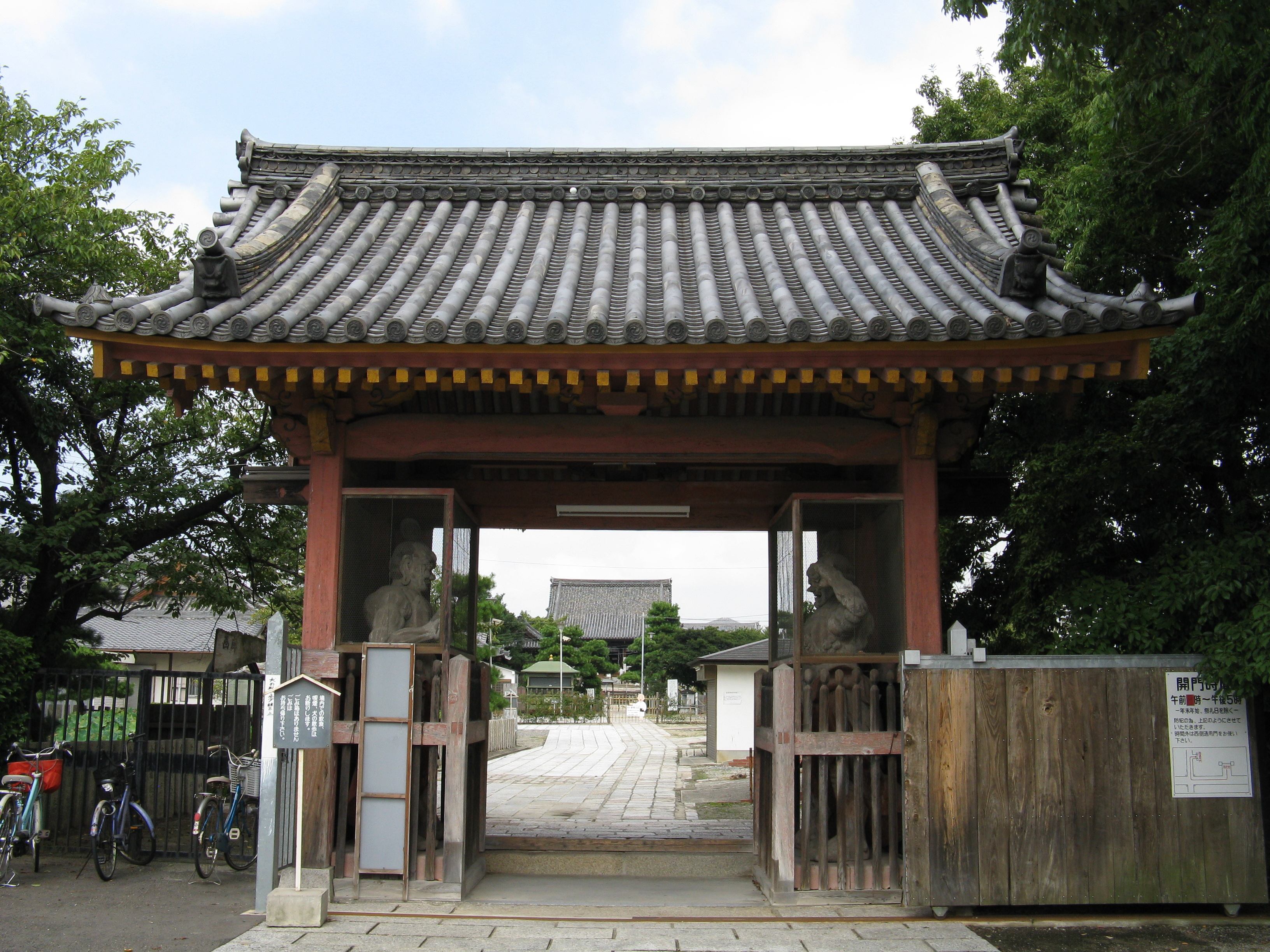
Un sandō buddista
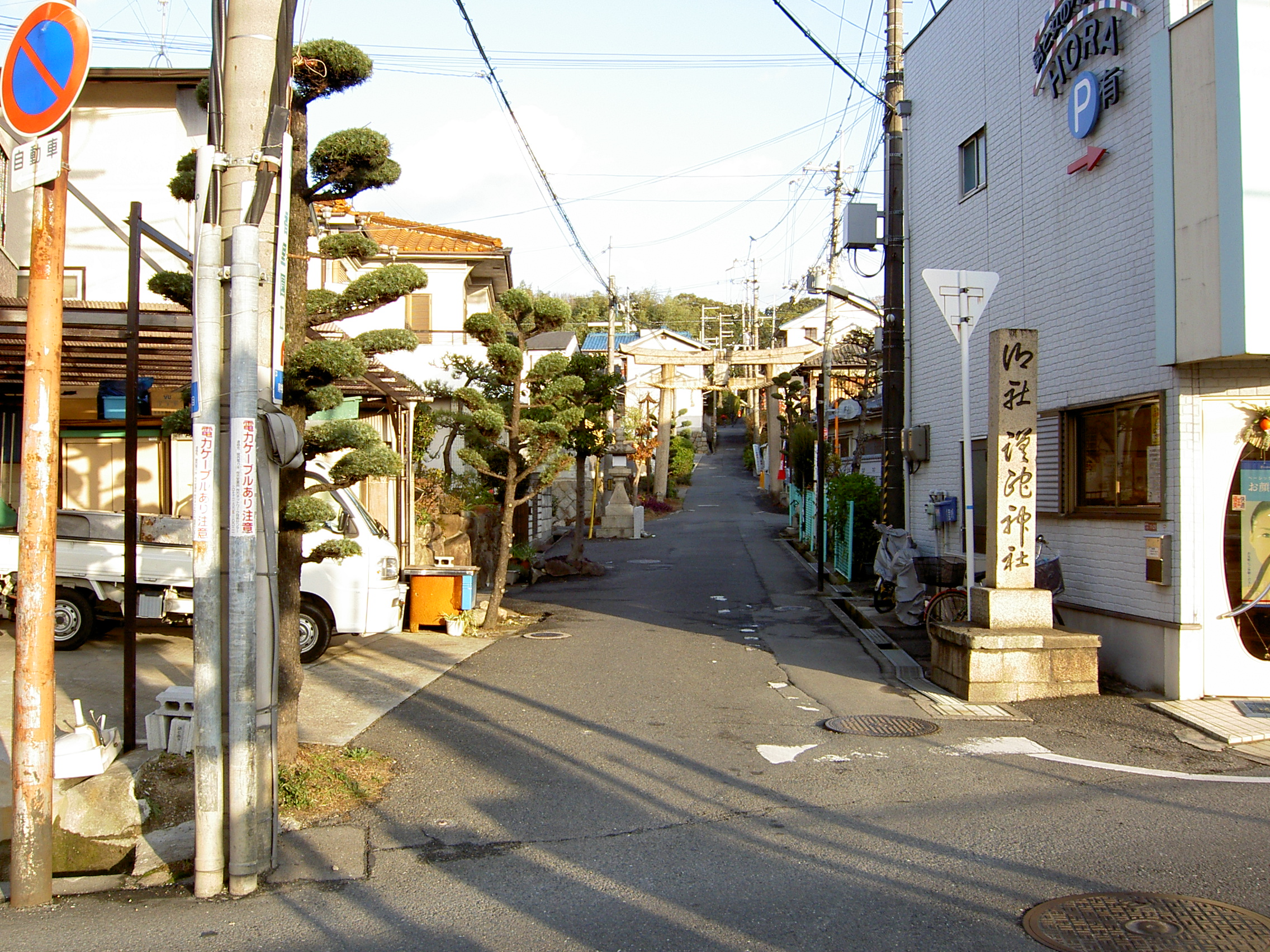
Un sandō a Osaka
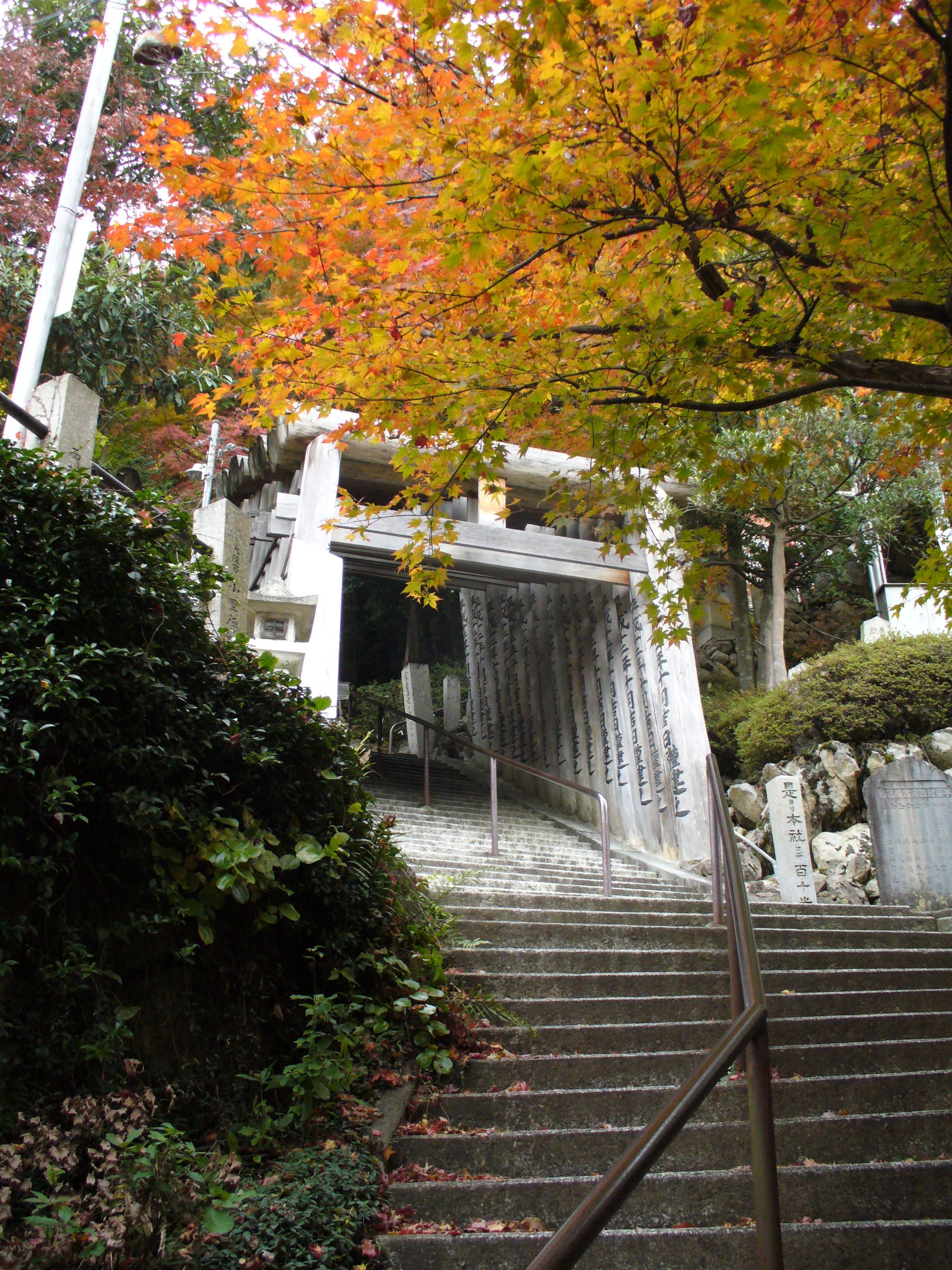
Un sandō con scalini
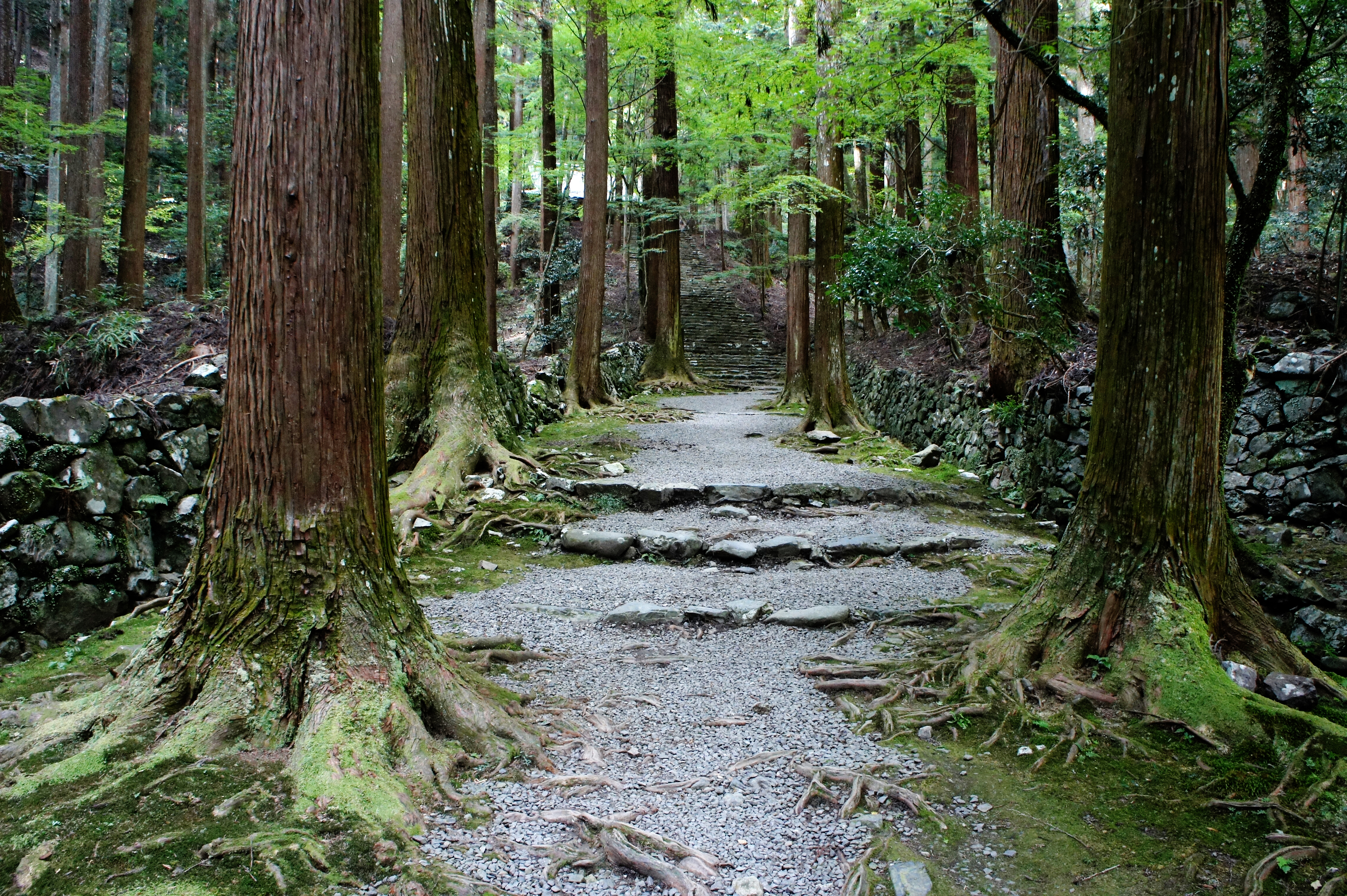
Il sandō del Kōzan-ji di Kyoto
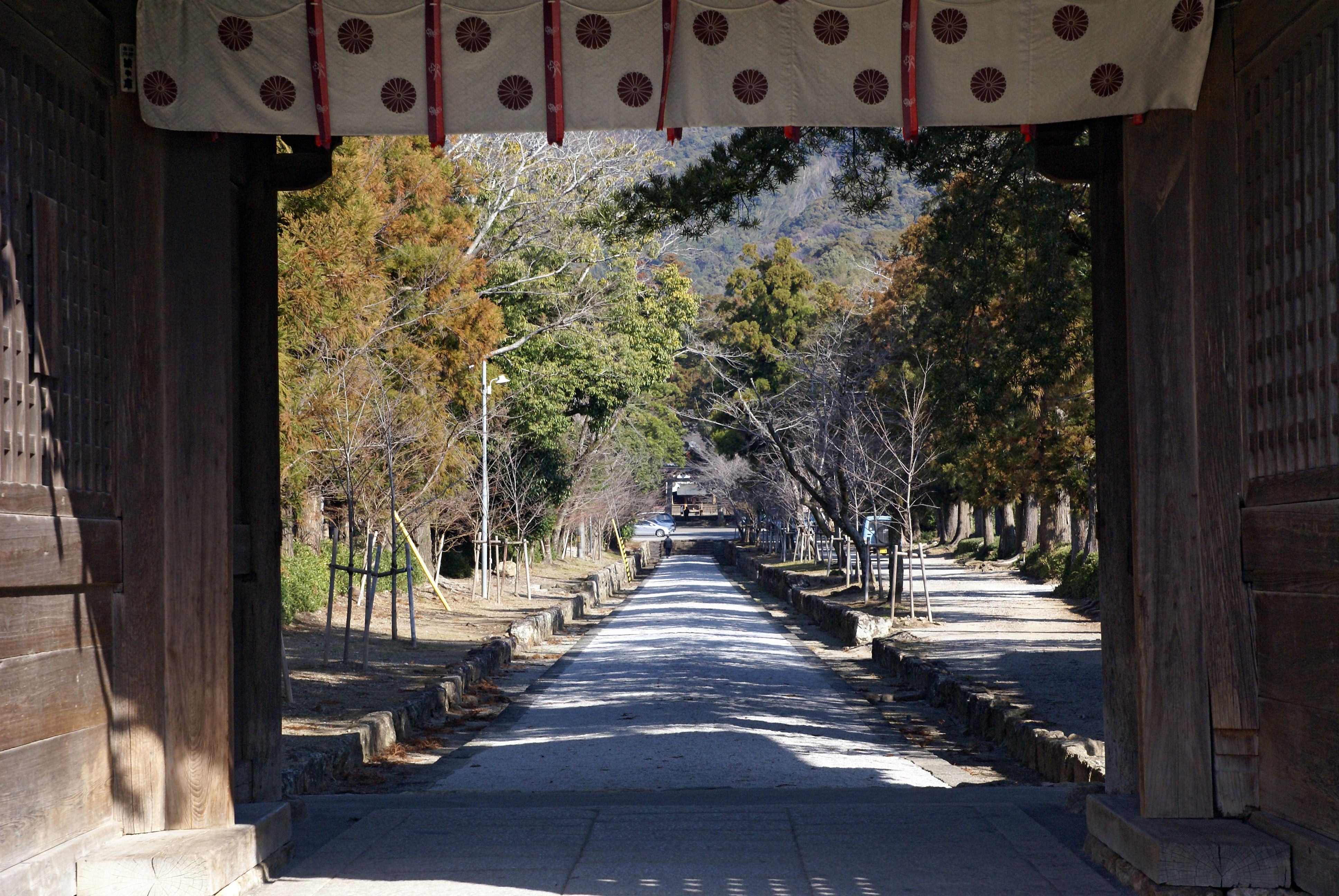
Esempio di sandō nella prefettura di Kōchi